# Montcheutin
Montcheutin település Franciaországban, Ardennes megyében. Lakosainak száma 111 fő (2022. január 1.). Montcheutin Autry, Bouconville, Challerange, Grandham, Séchault, Senuc és Vaux-lès-Mouron községekkel határos.

## Népesség
A település népességének változása:
| Lakosok száma | 166  | 136  | 113  | 137  | 147  | 149  | 128  | 115  | 113  | 111  |
|               | 1968 | 1982 | 1990 | 2006 | 2013 | 2015 | 2017 | 2019 | 2020 | 2022 |